# 西脇保
西脇 保（にしわき たもつ、9月21日 - ）は、日本の男性声優、ナレーター。大阪府出身。青二プロダクション所属。

## 来歴
青二塾大阪校12期卒業。

## 人物
声優としては、多数のアニメ、洋画、CDドラマ、ゲームに出演の他、テレビのナレーションも多数務めている。
資格・免許は原付免許、英検3級。
趣味は落語観賞、読書、料理。
方言は大阪弁。

## 出演
太字はメインキャラクター。

### テレビアニメ
時期不明
- ちびまる子ちゃん（時期不明 - 2021年、青年、消防隊員、本屋のおやじ、松山、圭太郎、鈴木 他）

1996年
- ゲゲゲの鬼太郎（第4作）（1996年 - 1998年、百姓、キツネC、ガイコツA、ガードマンB 他）
- 地獄先生ぬ〜べ〜（医者、運転手、ボーイ、密猟者）

1997年
- 中華一番!（観客B）

1998年
- 彼氏彼女の事情（メンバーA）
- serial experiments lain（声）
- 守護月天!（楽器達、玄関マット、スロット、ラケット、ルームランナー）
- セイバーマリオネットJ to X（地獄三兄弟）
- 星方武侠アウトロースター（船長）
- ロードス島戦記-英雄騎士伝-（アルド・ノーバ）
- 遊☆戯☆王（隊員、教師、学生、おじいさん、医師）

1999年
- 仙界伝 封神演義（李伸、きこり、軍医、使者、従者 他）
- 逮捕しちゃうぞ SECOND SEASON（ニセ警官）
- Bビーダマン爆外伝V（ビーダ原人B）

2000年
- ヴァンドレッド（ブリッジクルーA）
- 勝負師伝説 哲也（エビス）
- ゲートキーパーズ（麗子の父、プロデューサー、メカニックA 他）
- マシュランボー（タヌキ人、商人）
- 六門天外モンコレナイト（我が輩は猫の王）
- ONE PIECE（2000年 - 、コック、海賊、ネズミ、記者、リスキー兄弟（マスク）、海王類〈チョンマゲ〉、人形車）

2001年
- Z.O.E Dolores, i（バフラム兵）

2002年
- アクエリアンエイジ Sign for Evolution（コメンテーター）
- 天使な小生意気（セコイ男2）
- 陸上防衛隊まおちゃん（猿エイリアン）

2003年
- フルメタル・パニック? ふもっふ（柴田）
- ボボボーボ・ボーボボ（ネズミ）

2004年
- SDガンダムフォース（グリポ、ザコソルジャーB、バトール、天剣絶刀 猛禽丸）
- GIRLSブラボー first season（男性1）
- サムライガン（乙吉〈酔客〉）
- 爆裂天使（映画の男、サラリーマン、仲間の運転手、警官）

2005年
- AIR（僧）
- ケロロ軍曹（パイロット）
- 冒険王ビィト（ウゴ、バドゥ）

2006年
- いぬかみっ!（大殺界）
- 陰からマモル!（トカゲ星人部下A）
- 銀魂（2006年 - 2011年、草野仁義） - 2シリーズ
- 夢使い（係長）

2007年
- 風のスティグマ（結城慎吾）
- ゲゲゲの鬼太郎（第5作）（ジロウズ）
- 電脳コイル（ウチクネ）
- はたらキッズ マイハム組（2007年 - 2008年、レストラン店長、実況ハム）

2008年
- カイバ（バター）
- 黒塚 KUROZUKA（情報屋の老人）

2009年
- ドラゴンボール改（2009年 - 2014年、TVアナウンサー、フリーザの手下、アナウンサー、天下一武道会アナウンサー） - 2シリーズ
- ねぎぼうずのあさたろう（じねんじょのさのすけ、壷振り、渡し人、渡世人）

2011年
- 異国迷路のクロワーゼ The Animation（紳士）
- デジモンクロスウォーズ 〜時を駆ける少年ハンター達〜（店主〈お好み焼き〉）
- ドラえもん（テレビ朝日版第2期）（つっつく）

2012年
- ONE PIECE エピソードオブナミ 〜航海士の涙と仲間の絆〜（ネズミ）

2013年
- トリコ×ONE PIECE×ドラゴンボールZ 超コラボスペシャル!!（アナウンサー）

2014年
- 名探偵コナン（2014年 - 2016年、峰岸康男、鳥海春樹）
- くつだる。（パカット）

2017年
- タイガーマスクW（キングタイガー）
- ONE PIECE エピソードオブ東の海 〜ルフィと4人の仲間の大冒険!!〜（ネズミ）
- いぬやしき（司会者）
- キラキラ☆プリキュアアラモード（プロデューサー）

2021年
- エビシー修業日記（コイサン、カエル部長、ナマナマズ、イモリさん）
- 先輩がうざい後輩の話（男性アナウンサー）

### 劇場アニメ
2000年代
- シックス・エンジェルズ（2001年、アルフレッド・キャニオン）
- スチームボーイ（2004年）
- ONE PIECE FILM STRONG WORLD（2009年）

2010年代
- 豪華3本立て!トミカ・プラレール映画まつり（2013年、Dr.ワルーダ）
- ちびまる子ちゃん イタリアから来た少年（2015年、たこ焼き屋のおじさん）

### OVA
1990年代
- メルティランサー The Animation（1999年、板前、おでん屋のおやじ、研究員い）

2000年代
- エクスドライバー（2000年）
- 真ゲッターロボ対ネオゲッターロボ（2000年、ジャック・キング）
- ヴァンドレッド 胎動篇（2001年、ブリッジクルーA）
- GUNDAM EVOLVE（2001年 - 2002年、通信音声、ジオン残党MSパイロット） - 2作品
- 大YAMATO零号（2004年、異星人の子供）
- FREEDOM（2006年、マイケル）

### ゲーム
1997年
- 桃太郎道中記（かご屋）
- ラングリッサーIV（兵士）

1998年
- はいぱぁセキュリティーズ2（NJ12部下A）
- 雷弩機兵ガイブレイブII（シーク）

1999年
- エレメンタルアーツ
- グローランサー（ブラッドレー副学院長）
- ゲッターロボ大決戦!（ジャック・キング、昆虫軍団）
- 奏（騒）楽都市OSAKA（なにわころく）
- ファーランドオデッセイ 伝説を継ぐ者（ザン）

2000年
- グランディアII（ガッタ）
- ゲイルガンナー（スティンガー）
- SIMPLE1500シリーズ Vol.36 THE 恋愛シミュレーション 〜夏色セレブレーション〜（日比野誠）

2001年
- Apocripha/0
- ウィークネスヒーロー トラウマン（郷先生）
- 逮捕しちゃうぞ（男性署員1）
- ドキドキプリティリーグ Lovely Star（未来の父、犬）
- Love Songs アイドルがクラスメ〜ト（多澄浩一郎）
- ONE PIECE とびだせ海賊団!（ネズミ）

2002年
- 兎-野性の闘牌-（滝沢隆史、柏木成俊）
- パックマンワールド2（ブリンキー）
- ボンバーマンジェネレーション（アサルトボンバー）
- リーヴェルファンタジア〜マリエルと妖精物語〜（アンソニー）

2003年
- 学園ヘヴン BOY'S LOVE SCRAMBLE!（木田誠）

2004年
- SDガンダムフォース 大決戦! 次元海賊デ・スカール!!（スカル丸）
- 勝負師伝説 哲也 DIGEST（エビス）
- スーパーロボット大戦GC（ジャック・キング）
- マグナカルタ（副官）
- メタルギアソリッド3（敵兵）

2005年
- テイルズ オブ レジェンディア（チャバ・ライク）
- ローグギャラクシー（モンシャ）
- ONE PIECE パイレーツカーニバル（ネズミ）

2007年
- VitaminX（学年主任、トゲー）

2008年
- 風のクロノア door to phantomile（モ・エール、Soreal、Guards Man）※Wii版
- ソニック ワールドアドベンチャー ※Wii・Xbox 360・PS3

2009年
- 龍が如く3

2010年
- ケロロRPG 騎士と武者と伝説の海賊

2013年
- ジョジョの奇妙な冒険 オールスターバトル（ドラゴンズ・ドリーム）
- VitaminR（テルル）

2015年
- ジョジョの奇妙な冒険 アイズオブヘブン（ドラゴンズ・ドリーム）
- ドラゴンボールZ 超究極武闘伝（アナウンサー）
- ドラゴンボールZ ドッカンバトル（天下一武道会アナウンサー）

2016年
- ドラゴンボールフュージョンズ（アナウンサー、ジクー）

2018年
- ドラゴンボール ファイターズ（アナウンサー）

2019年
- スーパードラゴンボールヒーローズ ワールドミッション（天下一武道会アナウンサー）

2020年
- ドラゴンボールZ カカロット（アナウンサー）

2024年
- ドラゴンボール Sparking! ZERO（アナウンサー）

### ドラマCD
- クロックタワーゴーストヘッド（才堂不志人）
- ツアーパーティー 卒業旅行にいこう ドラマCD（スリ）
- テイルズ オブ ファンタジア ANTHOLOGY.1（バート、サスケ）
- VitaminX シリーズ（トゲー）
  - Ultraビタミン
  - LOST Vitamin 〜甘くてHなビタミン剤〜
  - VitaminX デイドリームビタミン2〜未来への約束〜
  - VitaminX-Z ドラマCD 〜秘密倶楽部でつかまえて〜SADISTIC SIDE〜
  - VitaminX ハイパービタミン 〜ときめき★ウォーターウォーズ〜
- 撲殺天使ドクロちゃん（ザンス）
- 女神異聞録ペルソナ Vol.1（サトミタダシ店主）

### ラジオドラマ
- 箱根駅伝応援スペシャル〜5夜連続ラジオドラマ『風が強く吹いている』（文化放送）（キング）
- 青山二丁目劇場
  - オリジナル「ラストインタビュー」島野秀俊 役
  - 「ぼくたちの日々」太郎 役

### 吹き替え

#### ドラマ
- エルモのクリスマス（グローバー、カーミット、カルロ）※DVD版
- セサミストリート（グローバー、アーニー、マムフォード）※テレビ東京放映版
- セサミストリート（グローバー、アーニー、サミュエル）※YouTube版
- セサミストリート（グローバー、アーニー、マムフォード、サミュエル）※U-NEXT版
- セサミストリート: エルモのおうちで遊ぼう（グローバー）
- ONE PIECE（2023年、ネズミ）

#### アニメ
- ザ・スター はじめてのクリスマス（デイヴ）
- ザ・シンプソンズ（カウント伯爵）
- サーフズ・アップ（スポーツキャスター）
- シュレック フォーエバー（レムケ）
- スポンジ・ボブ/スクエアパンツ ザ・ムービー（レポーター）
- レンとスティンピー

### 特撮
- スーパー戦隊シリーズ
  - 百獣戦隊ガオレンジャー（2001年、ウラの声）
  - 轟轟戦隊ボウケンジャー（2006年、ジャリュウの声）
  - 轟轟戦隊ボウケンジャー THE MOVIE 最強のプレシャス（2006年、ジャリュウの声）
  - 炎神戦隊ゴーオンジャー（2008年、スコップバンキの声）
  - 海賊戦隊ゴーカイジャー（2011年、ジャリュウの声）
  - 獣電戦隊キョウリュウジャー（2013年、カンブリ魔の声）

### ナレーション
- ズームイン!!SUPER（日本テレビ）
- 雷波少年（日本テレビ）
- ウンナンのホントコ!（TBS）
- ワンダフル（TBS）
- 発掘!あるある大事典II（フジテレビ）
- エクスプレス（テレビ朝日）
- 清水圭のええで〜!あおもり（青森放送）
- 台湾で一服!元気にキレイになれる旅（旅チャンネル）
- 東国原知事特別出演「よかとこ宮崎SP」（旅チャンネル）
- 痛快!買い物ランドSHOPJIMA
- となりの子育て（2009年4月4日 - 2011年3月19日、NHK Eテレ）
- 高校講座・書道（NHK Eテレ）
- スーパーラグジュアリートレイン〜東日本一周 1600キロの旅〜（2017年10月25日、NHK BSプレミアム）
- パン旅。（NHK BSプレミアム）

### テレビ番組
- Rの法則「日本文学〜坊ちゃん〜」（声の出演）
- 天才てれびくんYOU（あるくめです）
- ポケモン☆サンデー（キモリ、ソーナンスの声）
- ポケモンスマッシュ!（キモリの声）

### CM
- 大東建託「いい部屋ネット」お部屋探し篇 、コウノトリ篇（CMナレーション、2012年）
- ドラゴンボールZ 超究極武闘伝CM（アナウンサー）
- レッドブル（CMキャラクター）

### その他コンテンツ
- カートゥーンネットワーク（番組宣伝）
- トミカスペシャルDVD2012（田畑アナウンサー、ハイパービルダーナレーション、Dr.ワルーダ）
- トミカプラレールビデオ（Dr.ワルーダ、ケン隊員、イシバシ隊長）
- プラレールスペシャルのりものDVD（クイズマン）
- 仮面ライダー×スーパー戦隊×宇宙刑事 スーパーヒーロー大戦Z 公開記念 仮面ライダーウィザード スペシャルイベントZ（ショッカー戦闘員の声）

### シリーズ一覧
1. ↑  『1』（2001年）、『4』（2002年）